# براتلبورو (ورمونت)
براتلبورو (به انگلیسی: Brattleboro) یک منطقهٔ مسکونی در ایالات متحده آمریکا است که در شهرستان ویندهام، ورمانت واقع شده‌است.
 براتلبورو ۸۴٫۰ کیلومتر مربع مساحت و ۱۲٬۰۴۶ نفر جمعیت دارد و c. ۶۱−۵۳۹ متر بالاتر از سطح دریا واقع شده‌است.